# Lauro Tisi
Lauro Tisi (n. Giustino, Trentino-Alto Adigio, Italia, 1 de noviembre de 1962) es un religioso católico italiano.
Hizo sus estudios de bachillerato en la escuela de secundaria del Colegio del Arzobispado, como alumno del seminario menor.
Luego continuó sus estudios eclesiásticos en el Seminario Diocesano de Trento. Finalmente el día 26 de junio de 1987 fue ordenado sacerdote para la Arquidiócesis de Trento, por el entonces Arzobispo Metropolitano "Monseñor" Alessandro Maria Gottardi (†).
Ese mismo año tras ser ordenado, inició su ministerio pastoral como vicario en la localidad de Levico Terme. Posteriormente a partir de 1988 pasó a ser subdirector del Seminario de Trento, en 1995 fue padre espiritual y delegado del obispo para los jóvenes sacerdotes, en 2007 monseñor Luigi Bressan le nombró vicario general y moderador de la Curia Diocesana, encargándose además de las actividades organizadas por las hermanas de la Orden de Clérigos Regulares Ministros de los Enfermos, dentro del Hospital San Camillo-Forlanini.
El 10 de febrero de 2016 ascendió al episcopado, cuando Su Santidad el Papa Francisco, le nombró como nuevo Arzobispo Metropolitano de la Arquidiócesis de Trento. En este cargo sucede a "Monseñor" Luigi Bressan, que había renunciado tras alcanzar los límites de edad.
Asimismo también ostenta el título de Gran Prior de la Región Trentino-Alto Adigio de la Orden de Caballería del Santo Sepulcro de Jerusalén. 
Además de su escudo, eligió como lema, la frase: "Il Verbo si fece carne" - (en latín; "La Palabra se hizo carne").
Recibió la consagración episcopal y tomó posesión oficial el día 3 de abril de ese mismo año, en la Catedral de San Vigilio, a manos de su predecesor "Monseñor" Luigi Bressan actuando como consagrante principal. Y como co-consagrantes tuvo al Patriarca de Venecia "Monseñor" Francesco Moraglia y al Obispo de Bolzano-Bresanona "Monseñor" Ivo Muser.